# Apia de Colosas
Apia es una cristiana de las primeras comunidades, mencionada como una de los destinatarios de la Epístola a Filemón, del apóstol Pablo, uno de los libros canónicos del Nuevo Testamento de las escrituras cristianas.
Según la tradición, avalada por Juan Crisóstomo, Apia era esposa de Filemón, líder de la iglesia de Colosas que se reunía en la casa del matrimonio. Arquipo, mencionado también como destinario de Pablo, podría ser su hijo.
Toda la familia de Apia, incluido su esclavo Onésimo, padecerían el martirio, durante la persecución de Nerón. Fueron condenados a muerte por lapidación, por no haber ofrecido sacrificios a los dioses. Las iglesias cristianas tradicionales, que aceptan el culto de los santos, los veneran como tales. La memoria de Apia, es recogida por el Martirologio romano actual, para el día 22 de noviembre.